# 韋晃
韦晃（？—218年），东汉末期人物，任司直。

## 生平
建安二十三年（218年）正月，韦晃与太医令吉丕、少府耿纪、金祎等发动反曹操，趁夜攻打在许都（今河南许昌）的丞相长史王必，焚烧大门，并射中王必肩膀。最后，被王必和颍川典农中郎将严匡平定，韦晃、吉丕等兵败被斩杀。韋晃被夷三族，《獻帝春秋》記載韋晃在臨死之前磕头打嘴巴，直到被杀。